# هلفسیک
هلفسیک (به آلمانی: Helvesiek) یک شهر در آلمان است که در Fintel واقع شده‌است.
 هلفسیک  ۸۳۹ نفر جمعیت دارد.